# Limnas (Mesenia)
Limnas (en griego, Λίμναι) es el nombre de un antiguo asentamiento griego de Mesenia que en determinados momentos históricos había pertenecido a Laconia. 
Pausanias la ubica en el interior, en una zona fronteriza entre Laconia y Mesenia, cerca de Calamas y destaca del lugar el santuario de Artemisa Limnátide donde, según se contaba, había muerto Teleclo, rey de Esparta, a manos de los mesenios. Tácito relata que, en el año 25, este santuario fue objeto de disputa por su posesión entre laconios y mesenios, pues ambos pretendían tener motivos históricos que les daban la razón, y en aquella ocasión se le dio la razón a los mesenios.
Hay restos de este santuario en las proximidades de la moderna localidad de Vólimnos.